# Complex van monumenten en landschappen van Yen Tu, Vinh Nghiem en Con Son-Kiep Bac

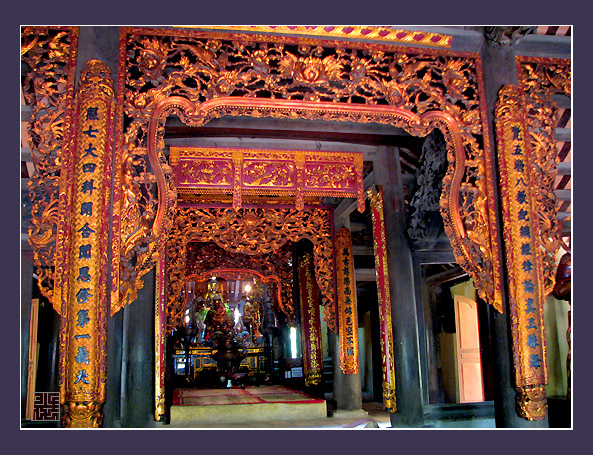
De grote zaal van de Côn Sơn-pagode

Het complex van monumenten en landschappen van Yen Tu, Vinh Nghiem en Con Son-Kiep Bac is een meervoudige Vietnamese erfgoedsite bestaande uit 20 locaties in beboste bergen, laaglanden en riviervalleien. Voornamelijk in het Yên Tử-gebergte, was het de thuisbasis van de Tran-dynastie in de 13e en 14e eeuw en de geboorteplaats van het Trúc Lâm-boeddhisme, een unieke Vietnamese zentraditie die het Đại Việt-koninkrijk vormde. Het complex omvat pagodes, tempels, heiligdommen en archeologische overblijfselen die verband houden met religieuze en historische figuren. Strategisch gelegen in geologisch gunstige omgevingen, blijft het een actief bedevaartsoord.
De erkenning betreft een reeks relikwieën in 3 provincies Bắc Ninh, Hải Phòng en Quảng Ninh in het noordoosten van Vietnam die verband houden met het ontstaan, de verspreiding en ontwikkeling van de Vietnamese Trúc Lâm Zenschool. Dit complex van relikwieën of monumenten en landschappen omvat 4 gebieden: Yen Tu en de historische site van de Trandynastie (beide in Quảng Ninh), Tay Yen Tu (in Bắc Ninh), Con Son-Kiep Bac (in Hải Phòng, een stad met provinciestatus).
Deze locaties werden in juli 2025 tijdens de 47e sessie van de Commissie voor het Werelderfgoed in Parijs erkend als UNESCO cultureel werelderfgoed en onder de titel "complex van monumenten en landschappen van Yen Tu, Vinh Nghiem en Con Son-Kiep Bac" aan de werelderfgoedlijst toegevoegd.